# Los Santos (Santander)
Los Santos es un municipio de Colombia, ubicado en el departamento de Santander. Tiene frontera con Zapatoca, San Juan de Girón y Piedecuesta. Pertenece a la provincia Metropolitana. Tiene bajo su jurisdicción un centro poblado: Majadal Alto.

## Historia
El registro más antiguo del territorio que hoy ocupa Los Santos aparece en el "Descubrimiento del Nuevo Reino de Granada y Fundación de Bogotá (1536-1539)", obra de la literatura colonial, en la que se destaca que “durante su jornada al río Magdalena, Alfínger tuvo noticia por los indios de la existencia de una provincia de excepcional riqueza, llamada “Xerira” (…) o “la meseta de Jerida (o Jerira) habitada por los indios guane, del grupo lingüístico chibcha, y situada en el extremo norte de la altiplanicie Chibcha". Alfinger, no pudo allegar entonces a ella por falta de gentes y armamento. Durante el viaje de regreso a Coro fue, como se sabe, muerto por los indios. Pero la noticia se recibió en Coro. Un capitán de Alfínger, Esteban Martín, experto explorador de aquella jornada, acompañó a Jorge de Espira en la expedición que éste organizó un poco después hacia el Sur". 
También da cuenta de la riqueza del territorio y de la existencia del asiento principal guane en la jurisdicción de Los Santos. Una leyenda heredada por vía oral, habla del suicidio o sacrificio del cacique Guanentá en la zona de precipicio de la meseta sobre el cañón del río Chicamocha y la posterior acción de Martín Galeano de herrar con oro sus caballos a falta de hierro cuando logró vencer la resistencia del cacicazgo de Guane. Los indios huían a refugiarse en cuevas y se dejaban morir de hambre antes que salir a entregarse al invasor.
El municipio de Los Santos fue fundado en 1750. La fundación del pueblo fue gestionada por Vicente Rueda y Bartolomé Mantilla. Fue erigido como parroquia en 1827 y definido como municipio en 1887 por el entonces gobernador de Santander, Alejandro Peña Solano. Su nacimiento se dio al haberse formado como lugar de tránsito y descanso para las personas que viajaban del interior del país a Bucaramanga, pues por el casco urbano pasó la vía principal a la capital santandereana, cuyo trayecto era El Socorro - Cepitá - Jordán - Los Santos - Piedecuesta, hasta cuando se desarrolló la vía actual que pasa por Aratoca - Pescadero - Curos.
En el pueblo se han encontrado varios vestigios del pueblo guane, que antiguamente habitó las tierras del sector: un camino construido en piedra por los indígenas, que comunica al municipio con la población vecina de Jordán Sube, y un laberinto en piedra, con calles muy bien trazadas y definidas.

## Geografía
Tiene una extensión de 242 km², y está ubicado a 62 km de distancia de la capital del departamento, y a 33 km de la población de Los Curos. Limita por el norte con Girón y Piedecuesta; por el sur con Jordán Sube y Villanueva; por el oriente con Aratoca y por el occidente con Zapatoca.

## Demografía
La población de Los Santos es de más de 15 mil habitantes para 2024, de los cuales unos 2500 viven en la zona urbana del pueblo, y los restantes en centros poblados y zonas rurales aledañas. La población genera recursos principalmente del cultivo de tabaco, maracuyá y vegetales (tomate, habichuela, pimentón); en la explotación pecuaria encontramos ganado de doble propósito, predominando la explotación atípica, es decir, utilizando ganado amarrado para el pastoreo, y en menor escala explotaciones con praderas y potreros de gramíneas y leguminosas. El municipio de Los Santos es un importante productor avícola en el ámbito departamental, y se encuentran explotaciones caprinas no tecnificadas, siendo la cabra criolla santandereana la de mayor presencia en la región, con algunos cruces genéticos para leche y carne. También se práctica la minería de yeso y mármol.

## Instituciones educativas
- Institución Educativa La Laguna.
- Institución Educativa La Fuente.
- Colegio Integrado Los Santos.
- Colegio Integrado Mesa de Jéridas.

## Turismo

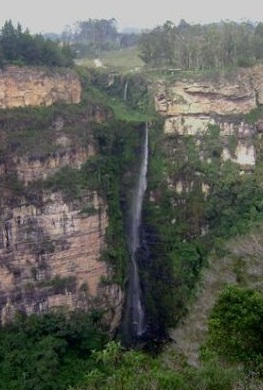
El salto del duende
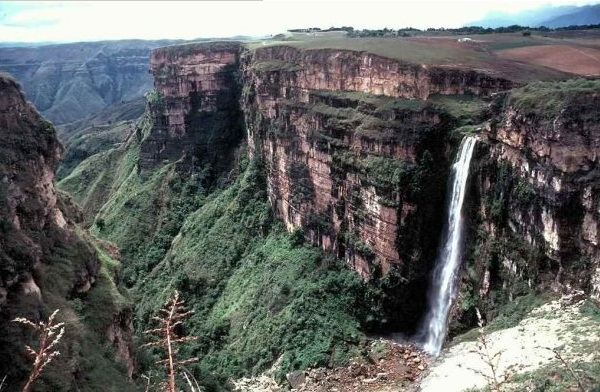
El salto del duende
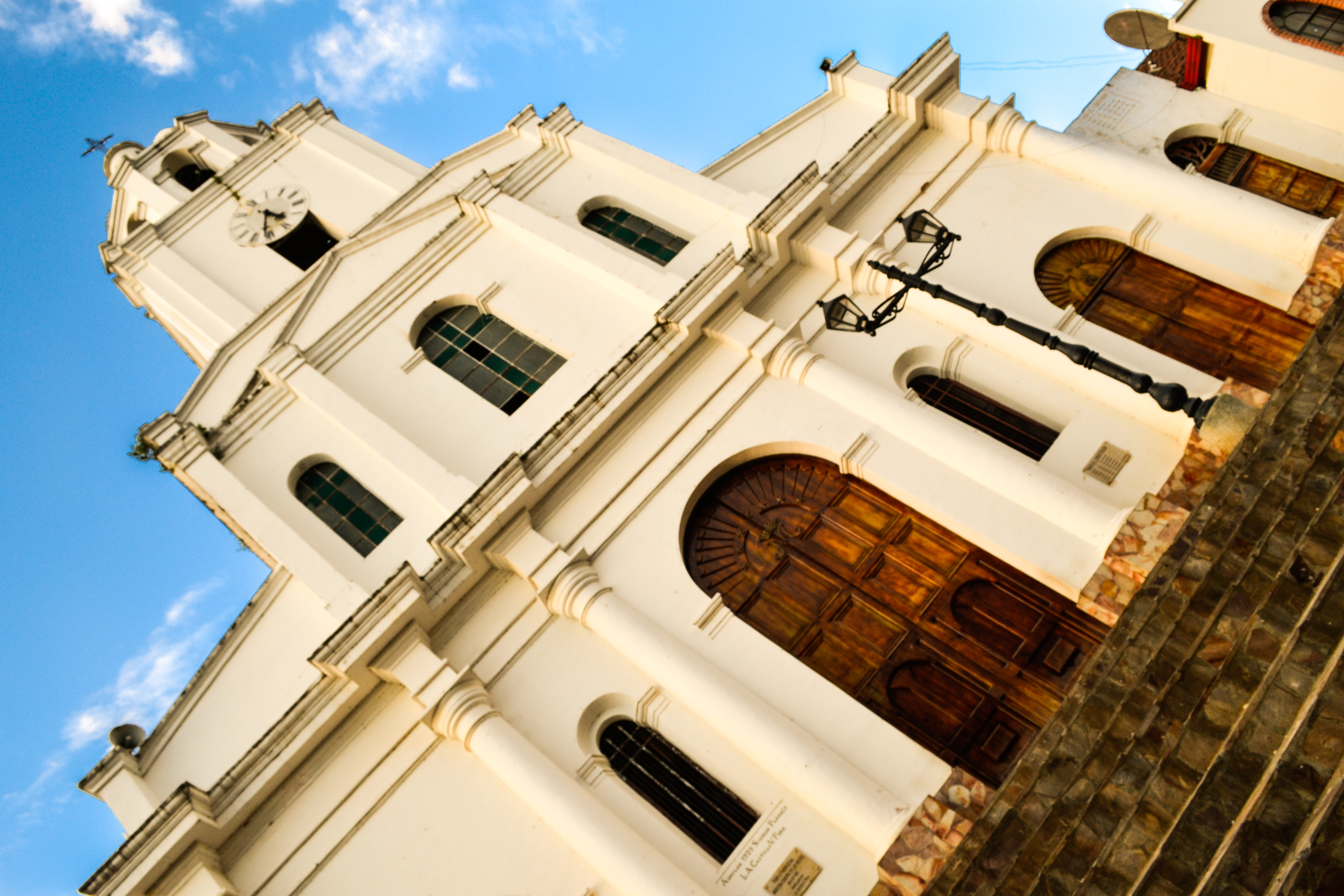
Iglesia de Nuestra Señora de las Nieves

El principal atractivo turístico del municipio está dado por la Mesa de los Santos, una vereda montañosa donde se edifican viviendas de veraneo utilizadas en alquiler o propias como sitios de descanso en época vacacional y/o los fines de semana, sobre todo por parte de los habitantes del Área Metropolitana de Bucaramanga. En La Mesa se encuentra además una cascada conocida como El Salto del Duende, que atrae a turistas de toda la región a lo largo del año además de minas de mármol negro y yeso. También se encuentra una estación del teleférico de Panachi que une la Mesa de Los Santos con el Mirador del Chicamocha, el Mercado Campesino y el Club Acuarela, este último para la práctica de deportes náuticos. 
En el casco urbano del municipio está la Iglesia de Nuestra Señora de las Nieves, en el parque principal. En la parte baja del municipio se encuentran veredas cuya principal actividad económica es la agricultura; sin embargo, con el paso del tiempo se han ido consolidando algunos puntos claves con respecto al turismo, tal es el caso de la vereda Regadero Alto, donde se pueden observar algunos de los vestigios del extinto pueblo guane, del que descienden muchos santandereanos.